# Reiss Nelson
Reiss Luke Nelson (sinh ngày 10 tháng 12 năm 1999) là một cầu thủ bóng đá chuyên nghiệp người Anh hiện đang thi đấu ở vị trí tiền vệ cánh cho câu lạc bộ Arsenal tại Premier League.

## Thiếu thời
Nelson sinh ra tại Elephant and Castle, Luân Đôn, vào ngày 10 tháng 12 năm 1999, là người gốc Jamaica từ mẹ anh. Anh lớn lên tại khu tập thể Aylesbury Estate ở Walworth và theo học tại Trường Hàng hải Luân Đôn (tiếng Anh: London Nautical School), nơi đào tạo những chàng trai trẻ từ Nội Luân Đôn (tiếng Anh: Inner London), những người thường có nền tảng về hàng hải và thể thao. Nelson chơi bóng đá tại trường kết hợp với quá trình đào tạo của mình tại Arsenal và vẫn đóng vai trò là người cố vấn ở đó. Anh đã kết bạn với cầu thủ bóng đá đầy tham vọng Jadon Sancho, người sống gần đó, sau khi họ chơi cùng nhau trong các giải đấu dành cho thanh thiếu niên. Vào thời điểm đó, Nelson và Sancho nằm trong số nhiều cầu thủ bóng đá danh tiếng và thành công đến từ Khu Lambeth và Nam Luân Đôn như Tammy Abraham, Ademola Lookman và Tashan Oakley-Boothe.

## Sự nghiệp câu lạc bộ

### Arsenal

#### Cho mượn tại Fulham
Nelson gia nhập Fulham theo dạng cho mượn một mùa giải vào ngày cuối cùng của kỳ chuyển nhượng mùa hè của mùa giải 2024–25, khi cầu thủ chạy cánh Raheem Sterling đang trên bờ vực gia nhập Arsenal. Anh chơi trận ra mắt cho câu lạc bộ trong trận đấu gặp West Ham United vào ngày 14 tháng 9. Ba ngày sau, anh ghi bàn thắng đầu tiên cho câu lạc bộ trước Preston North End ở vòng 3 của EFL Cup, một trận hòa mà Fulham đã thua 16–15 trong loạt sút luân lưu sau khi hòa 1–1. Vào ngày 21 tháng 9, anh đã ghi bàn thắng đầu tiên tại Premier League cho Fulham trong trận thắng 3–1 trước Newcastle United.